# غلتان‌دهنه
غلتان‌دهنه (به ترکی آذربایجانی: Khaltandekhnya) یک منطقهٔ مسکونی در جمهوری آذربایجان است که در شهرستان شابران واقع شده‌است.